# 불청객들
"불청객들"(러시아어: Гости)은 러시아에서 제작된 예브게니 아브조프 감독의 2019년 영화이다.

## 출연

### 주연
- 안겔리나 스트레치나
- 안젤리나 빗 : 카타야 역